# Anna-Lena Grönefeld
Anna-Lena Grönefeld (Nordhorn, 4 de Junho de 1985) é uma ex-tenista profissional da Alemanha, tem resultados positivos tanto em duplas quanto simples, a alemã possui dois titulos de Grand Slam em duplas mistas, seu mais alto ranking de simples foi 14° posição, em duplas a 7° na WTA.
Em dezembro de 2019, aos 34 anos, anunciou a aposentadoria, tendo planos para iniciar uma família.

## Finais do Grand Slam

### Duplas Mistas (2–0)
| Posição | Ano  | Torneio       | Piso   | Parceiro          | Oponentes                   | Placar           |
| ------- | ---- | ------------- | ------ | ----------------- | --------------------------- | ---------------- |
| Campeã  | 2009 | Wimbledon     | Grama  | Mark Knowles      | Leander Paes Cara Black     | 7–5, 6–3         |
| Campeã  | 2014 | Roland Garros | Saibro | Jean-Julien Rojer | Julia Görges Nenad Zimonjić | 4–6, 6–2, [10–7] |

## Premier Mandatory/Premier 5 finais

### Duplas (1–5)
| Posição | Ano  | Torneio    | Piso | Parceira            | Oponentes                                | Placar            |
| ------- | ---- | ---------- | ---- | ------------------- | ---------------------------------------- | ----------------- |
| Campeã  | 2005 | Toronto    | Duro | Martina Navrátilová | Conchita Martínez Virginia Ruano Pascual | 5–7, 6–3, 6–4     |
| Vice    | 2006 | San Diego  | Duro | Meghann Shaughnessy | Cara Black Rennae Stubbs                 | 2–6, 2–6          |
| Vice    | 2006 | Toronto    | Duro | Cara Black          | Martina Navrátilová Nadia Petrova        | 1–6, 2–6          |
| Vice    | 2012 | Toquio     | Duro | Květa Peschke       | Raquel Kops-Jones Abigail Spears         | 1–6, 4–6          |
| Vice    | 2013 | Toronto    | Duro | Květa Peschke       | Jelena Janković Katarina Srebotnik       | 7–5, 2–6, [6–10]  |
| Vice    | 2013 | Cincinnati | Duro | Květa Peschke       | Hsieh Su-wei Peng Shuai                  | 6–2, 3–6, [10–12] |